# 동의정부 나들목
동의정부 나들목(E.Uijeongbu IC)은 경기도 의정부시 산곡동에 설치된 세종포천고속도로의 4번 교차로이다. 건설 당시 가칭은 산곡 나들목이었다.

## 연혁
- 2012년 6월 5일 : 구리포천고속도로 신설을 위해 의정부시 도시계획시설 교통광장에 산곡동 일원을 산곡 나들목으로 고시[1]
- 2014년 12월 24일 : 구리포천고속도로 민간투자사업 실시계획 변경으로 인해 의정부시 도시계획시설 교통광장 면적 변경[2]
- 2017년 6월 30일 : 세종포천고속도로 구리 ~ 포천 구간 개통과 함께 동의정부 나들목으로 통행 개시[3]

## 구조물 정보
- 위치: 경기도 의정부시 산곡동
- 영업소: 경기도 의정부시 송산로 942-112

## 접속하는 도로
- 국도 제43호선 (송산로) 의정부역.의정부시청